# Сейфуллин (Кызылординская область)
Сейфуллин (каз. Сейфуллин) — село в Сырдарьинском районе Кызылординской области Казахстана. Административный центр и единственный населённый пункт Сейфуллинского сельского округа. Находится примерно в 4 км к северо-западу от районного центра, посёлка Теренозек. Код КАТО — 434847100.

## Население
В 1999 году население села составляло 1628 человек (811 мужчин и 817 женщин). По данным переписи 2009 года, в селе проживало 1600 человек (803 мужчины и 797 женщин).